# Осока расставленная
Осо́ка расста́вленная (лат. Carex distans) — многолетнее травянистое растение вид рода Осока (Carex) семейства Осоковые (Cyperaceae).

## Ботаническое описание

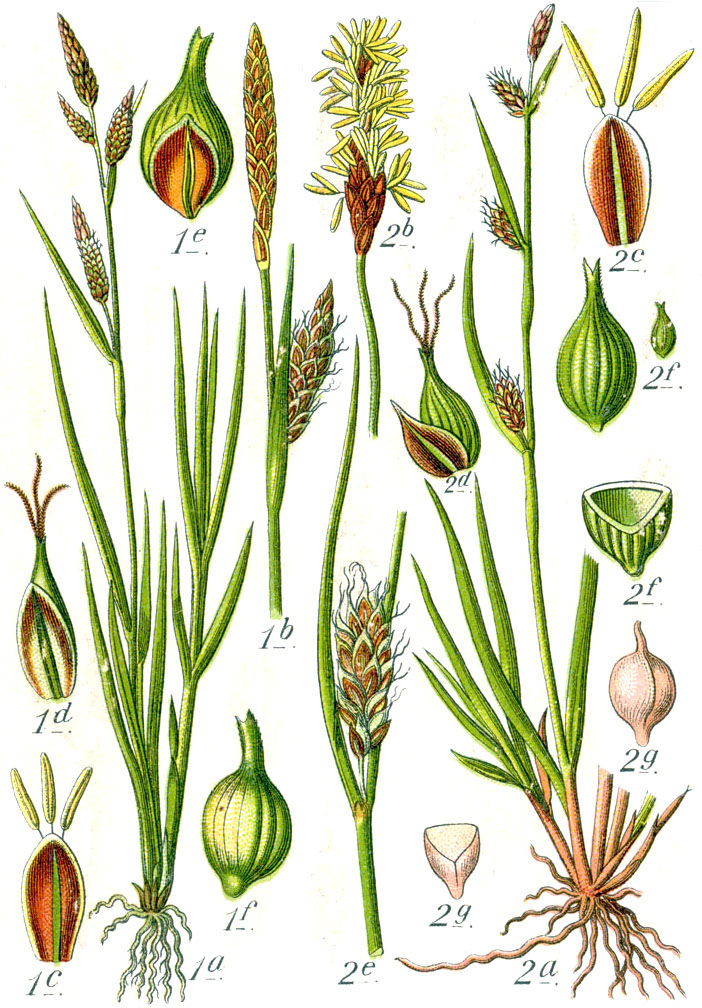
2 — Carex distans

Серо-зелёное растение с густо дернистым корневищем.
Стебли тупо-трёхгранные, гладкие, 30—70 см высотой.
Листовые пластинки жёсткие, плоские или полусвёрнутые, 2—5 мм шириной, отклонённые, длинно-заострённые, короче стебля. Характерно наличие антилигулы — язычковидного выроста на верхушке перепончатой стороны листовых влагалищ.
Верхний колосок тычиночный, утолщённый, цилиндрический или булавовидный, 1,5—3 см длиной, 0,5 см шириной, коричневый, светло-коричневый или бледно-ржавый, может быть на длинной ножке вследствие того, что верхний пестичный колосок отставлен от него, с тупыми каштаново-ржавыми чешуями; остальные 2—3(4) — пестичные, расставленные, продолговато-цилиндрические или продолговато-яйцевидные, (0,8)1—3(4) см длиной, до 0,8 см шириной, многоцветковые, густые, верхние почти сидячие, нижние — на прямой ножке до 5—6 см длиной. Чешуи пестичных колосков большей частью яйцевидные, коричневые, с тремя жилками, между ними зелёные, на верхушке с шероховатым остриём или, реже, туповатые, немного (на длину носика) короче мешочков, книзу нередко с шероховатым шипом. Мешочки яйцевидные или широкояйцевидные, (2,8)4—4,3(4,5) мм длиной, тупо-трёхгранные, обычно не вздутые, в зрелом состоянии довольно плотно прижатые друг к другу и часто немного изогнутые к оси колоска, тонкокожистые, тёмно-зелёные, книзу желтоватые и буровато-крапчатые, с 5—6 утолщёнными желтоватыми жилками, у основания округлые, почти сидячие, большей частью резко суженные в шероховатый, реже гладкий, короткий, уплощённый, двузубчатый, реже двузубчато-выемчатый, в устьи ржавчатый и шиповатый носик. Рылец 3. Нижний кроющий лист с влагалищем 1—2,5(3) см длиной и длинной пластинкой короче соцветия (достигает половины соцветия).
Плодоносит в апреле—мае.
Число хромосом 2n=72, 74.
Вид описан из Европы.

## Распространение
Северная Европа (юг), Атлантическая, Центральная и Южная Европа; Прибалтика: Эстония, запад Латвии, Литва; Европейская часть России: окрестности Калуги, Орловская область, Липецкая область, Воронежская область, Причерноземье, Нижний Дон; Беларусь: запад и юг; Украина: Карпаты, Крым, средняя часть бассейна Днепра; Молдова; Кавказ: Предкавказье (запад), юг Дагестана, окрестности Анапы, Новороссийска, Апшеронский полуостров, окрестности Еревана, бассейн Севана, Нахичеванская Республика; Западная Азия: Турция, Северо-Восточный Ирак, Северный Иран; Северная Африка.
Растёт на сырых и болотистых, большей частью засоленных, иногда приморских лугах.